# 粗尤犀金龟
粗尤犀金龟（学名：Eupatorus hardwickii），一种分布于印度次大陆、东南亚中南半岛及中国南方的甲虫，隶属于金龟子科犀金龟亚科（兜虫亚科）尤犀金龟属。也有资料将犀金龟亚科升级为独立的一科－犀金龟科（Dynastidae）。

## 形态特征
成年雄虫体长42～60毫米，体宽27～28毫米。头部、胸部、小盾片、各足背面黑褐色，腹部棕褐色。额角较粗壮，向前方水平伸出，似一对大齿指向前方。鞘翅存在3种色型：基本型（typica）盘区褐色，边缘一圈黄褐色；黄边型（ab.cantori Hope，1842）盘区褐色，边缘一圈黄褐色；全黑型（ab.niger Arrow，1910）。另外也存在过度色型。前胸背板近似六边形。前胸前角较细长，一般向前侧外伸。前足胫节外缘3齿，中后足胫节端缘2齿。